# Ron Yary
Anthony Ronald Yary (Chicago, Illinois, 16 de julio de 1946), más conocido como Ron Yary, es un exjugador profesional estadounidense de fútbol americano que se desempeñó en la posición de offensive tackle en la National Football League (NFL). Es miembro del Salón de la Fama del Fútbol Americano Profesional.

## Carrera
Yary jugó como profesional catorce temporadas en Minnesota Vikings (1968-1981), después pasó a Los Angeles Rams, donde jugó una temporada (1982), y fue el equipo en el que se retiró.

## Reconocimiento
El 4 de agosto de 2001, ingresó como miembro al Salón de la Fama del Fútbol Americano Profesional.